# 大町駅 (千葉県)

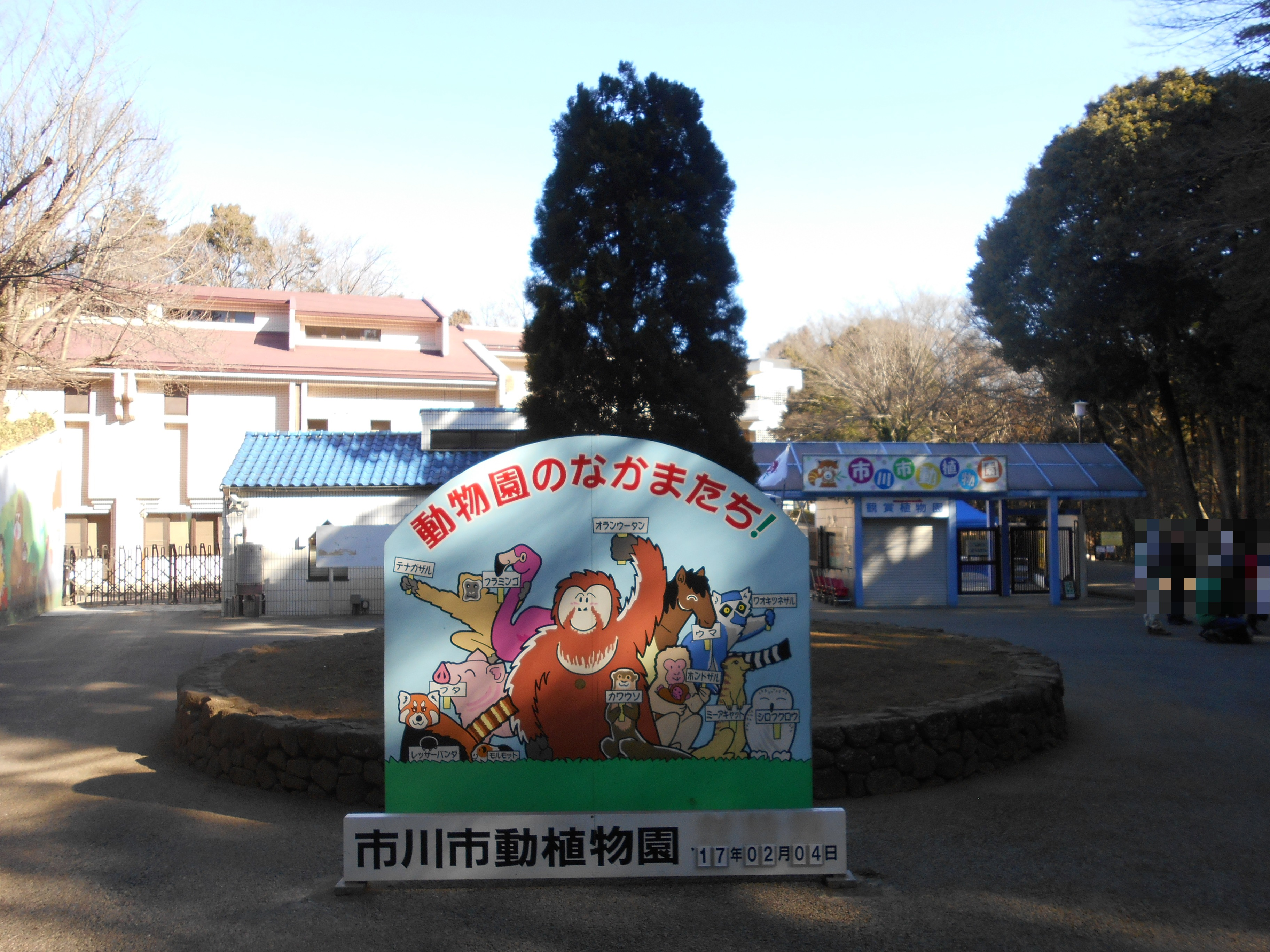
市川市動植物園

大町駅（おおまちえき）は、千葉県市川市大町にある、北総鉄道北総線の駅である。駅番号はHS07。

## 歴史
近くに市川市動植物園が所在することから、市川市動植物園という副駅名が付与されている。
- 1991年（平成3年）3月31日 - 開業[1]。
- 2010年（平成22年）7月17日 - 駅番号 (HS07) が付される。

## 駅構造
相対式ホーム2面2線ホームを有する高架駅。ホーム壁面には周辺学校の生徒により動物の絵が描かれている。

### のりば
| 番線 | 路線   | 方向 | 行先                                                                               |
| ---- | ------ | ---- | ---------------------------------------------------------------------------------- |
| 1    | 北総線 | 上り | 東松戸・京成高砂・押上・京成上野・浅草・日本橋・ 西馬込・品川・ 羽田空港・横浜方面 |
| 2    | 北総線 | 下り | 新鎌ヶ谷・千葉ニュータウン中央・印西牧の原・ 印旛日本医大・ 成田空港方面           |

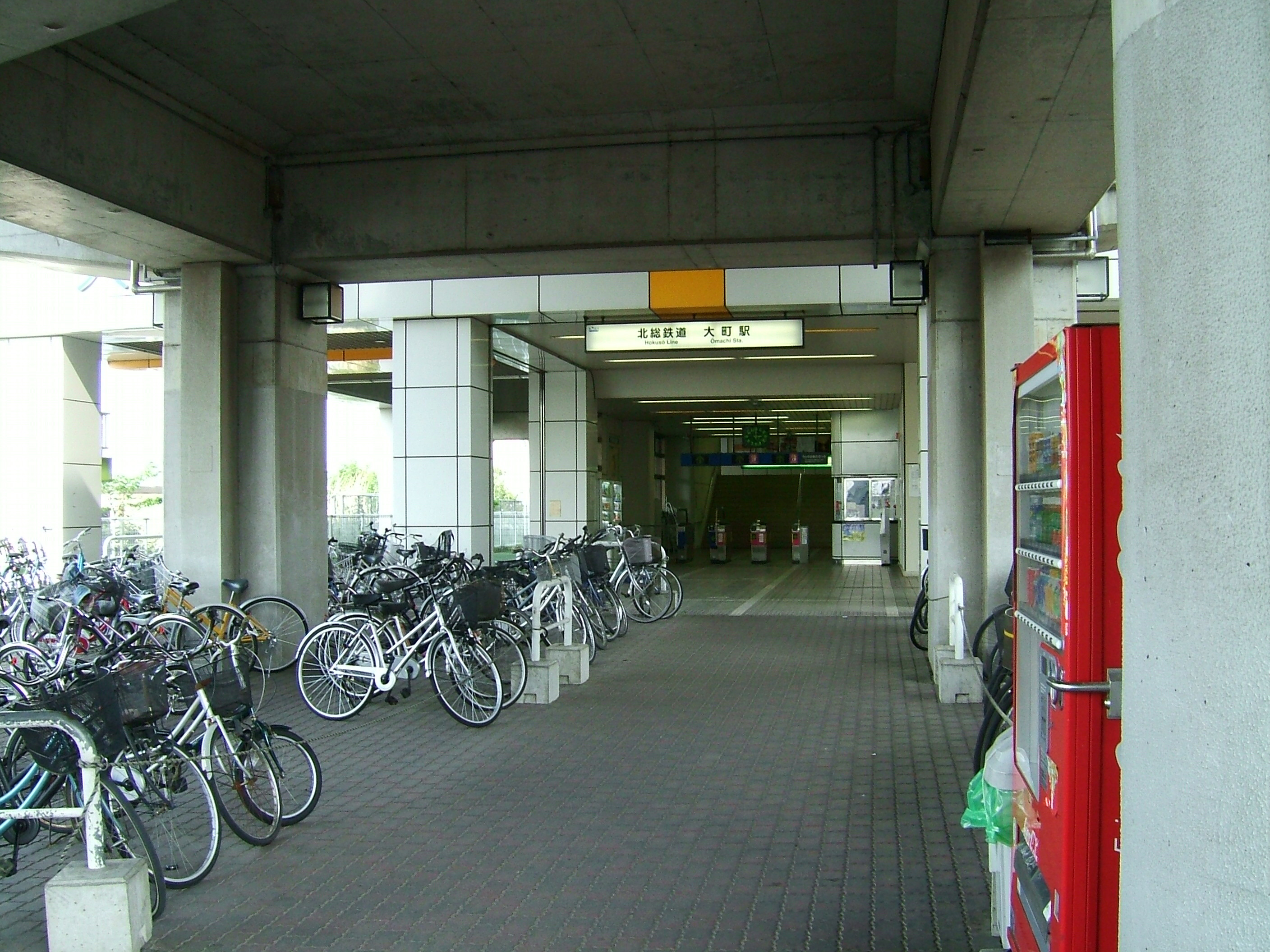
駅出入口（2007年5月）
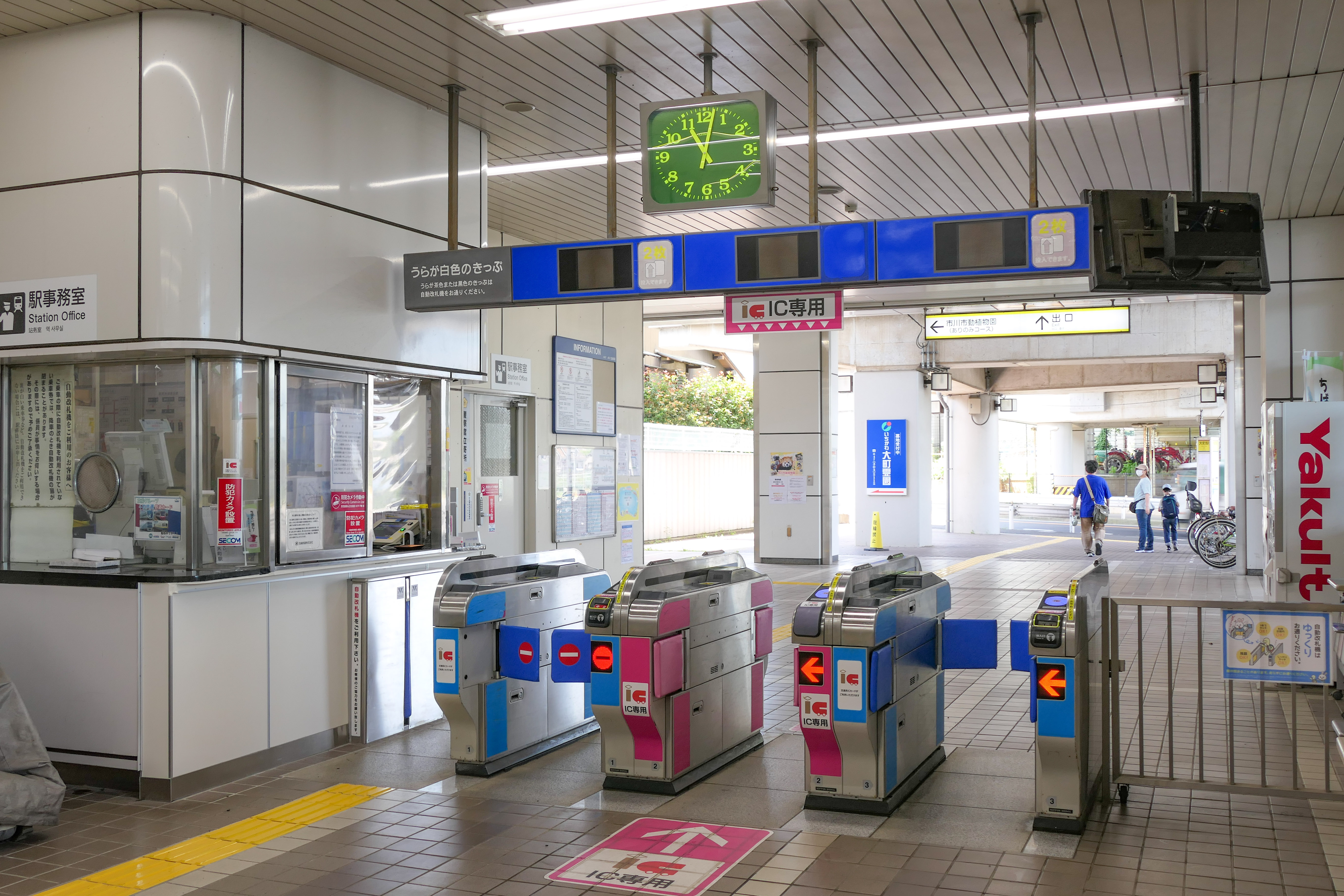
改札口（2021年7月）
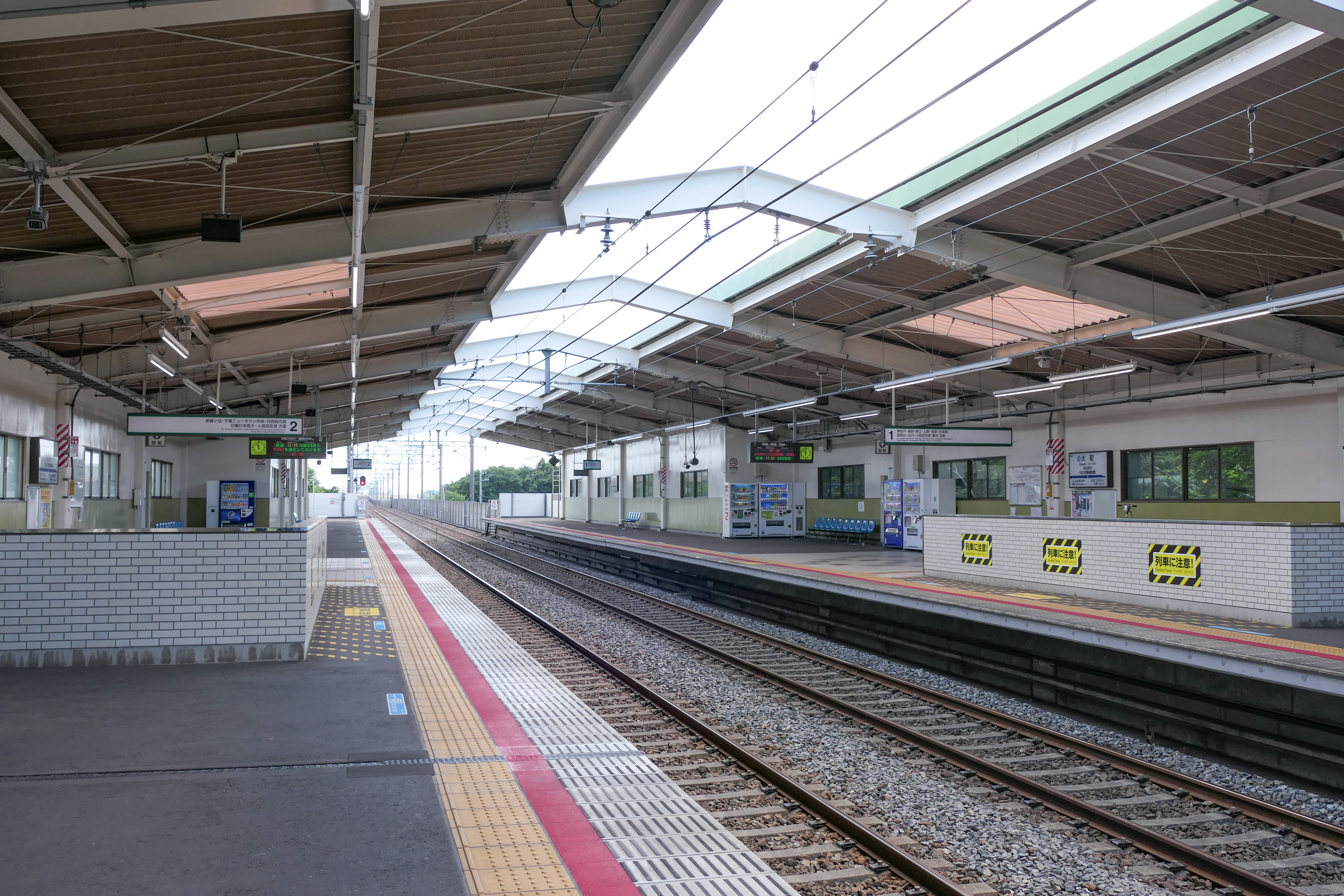
駅ホーム（2021年7月）
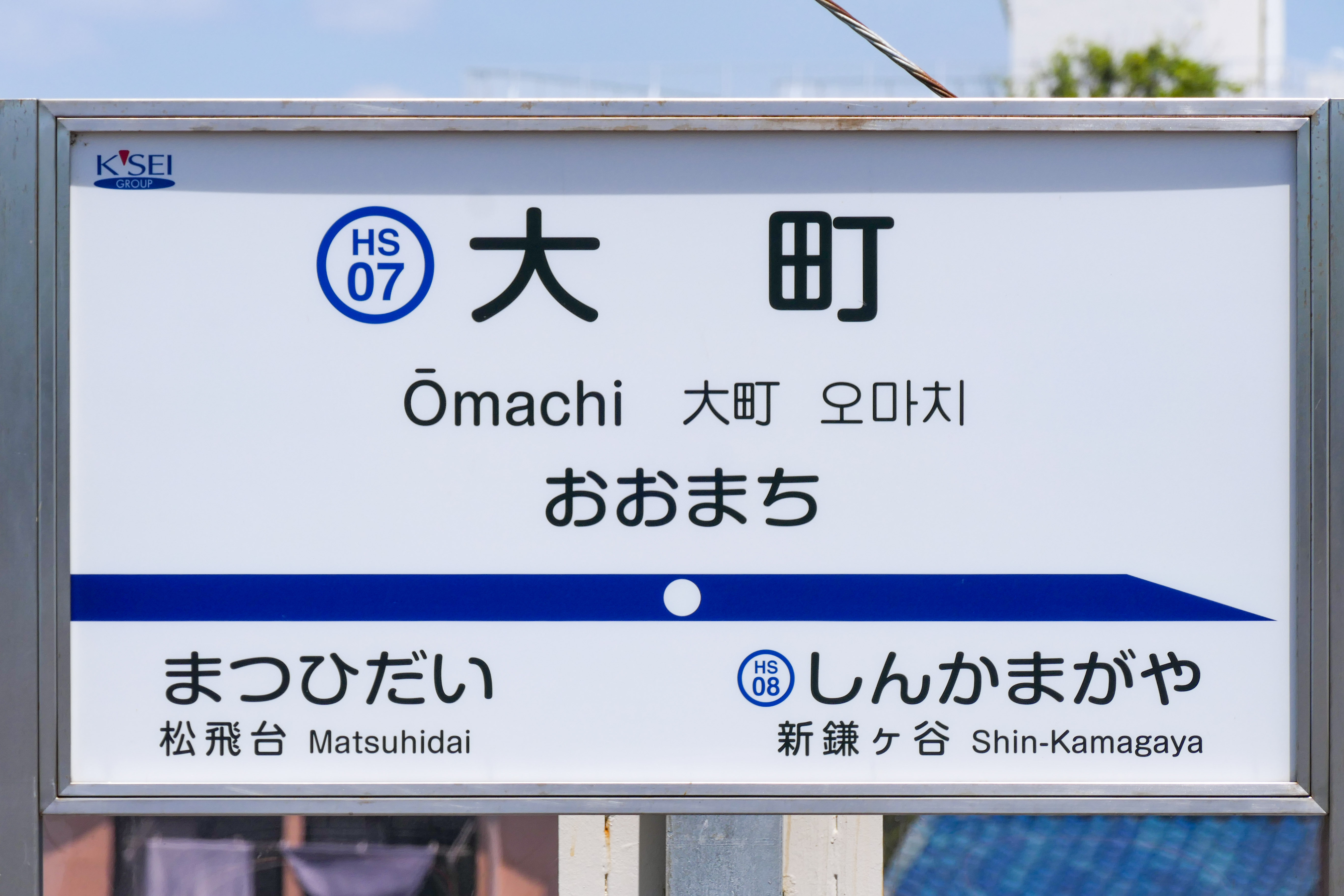
駅名標（2021年7月）

## 利用状況
2020年度の1日平均乗降人員は1,365人で、北総線内、さらには市川市内の鉄道駅で最も乗降客が少ない。
近年の一日平均乗車人員推移は下表の通り。
| 年度   | 一日平均 乗車人員 |
| ------ | ----------------- |
| 2007年 | 822               |
| 2008年 | 812               |
| 2009年 | 797               |
| 2010年 | 790               |
| 2011年 | 793               |
| 2012年 | 811               |
| 2013年 | 821               |
| 2014年 | 805               |
| 2015年 | 810               |
| 2016年 | 825               |
| 2017年 | 813               |
| 2018年 | 842               |
| 2019年 | 851               |

## 駅周辺

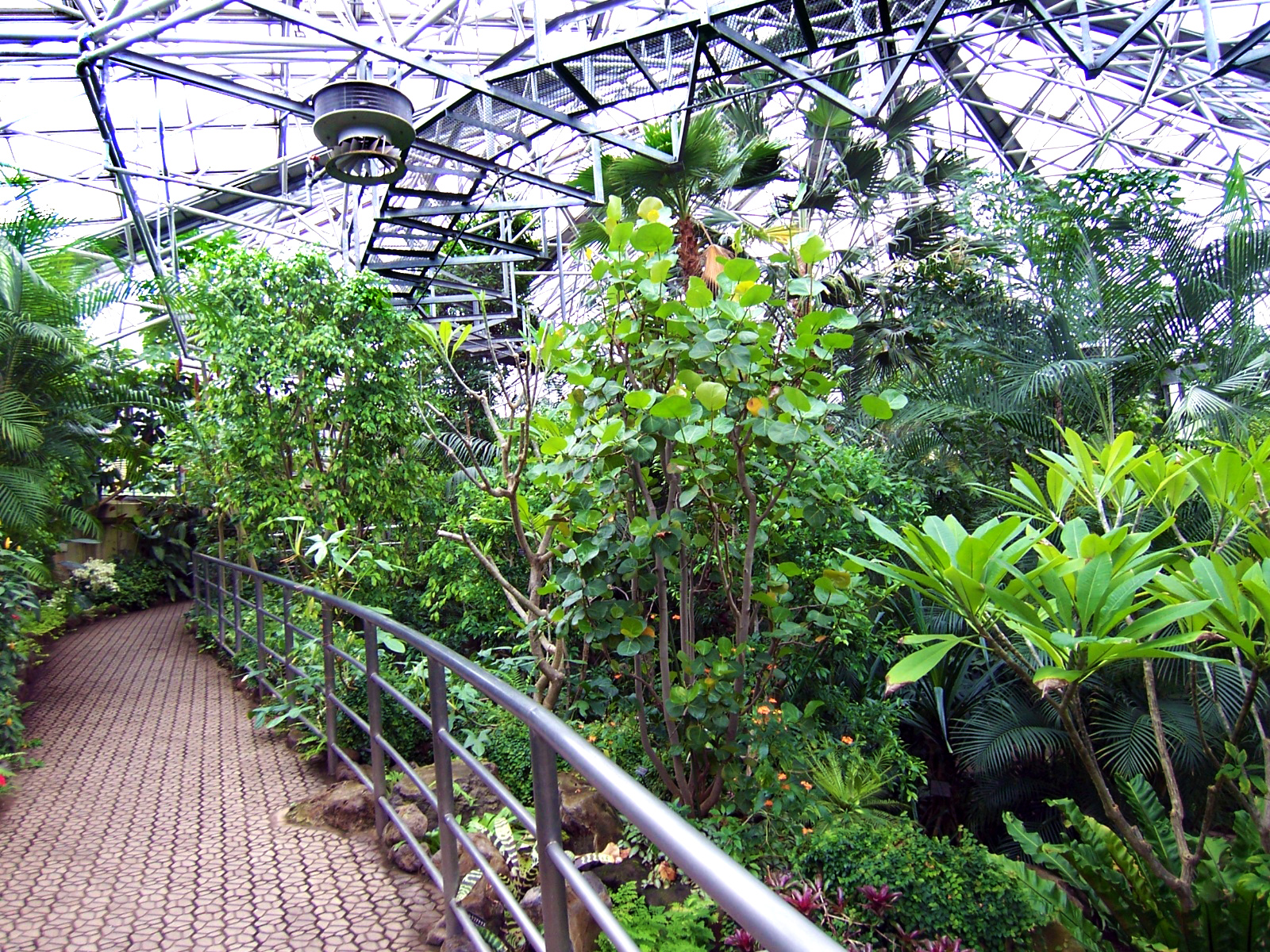
大町公園（観賞植物園）

駅西側には国道464号（大町梨街道）が走り、周辺には梨園が多く所在し、収穫シーズンになると観光農園への来訪者で賑わう。
南側
市川市大町・大野町・鎌ケ谷市中沢方面
- 専修大学松戸中学校・高等学校グラウンド
- 市川市動植物園
- 大町公園
  - 自然観察園・バラ園

北側
松戸市串崎新田・串崎南町・松飛台、鎌ケ谷市串崎新田・初富・くぬぎ山方面
- 京成松戸線くぬぎ山駅 - 徒歩約10分
- 京成電鉄くぬぎ山車両基地
- 松戸南郵便局
- ケーヨーデイツー 串崎店
- ウエルシア 鎌ケ谷くぬぎ山店

## バス路線
大野町・八幡方面への路線バスが経由する。
- 京成バス（市川営業所）

| 系統 | 経由地                         | 行先       |
| ---- | ------------------------------ | ---------- |
| 本32 | 市川大野駅・高塚入口・昭和学院 | 本八幡駅   |
| 本33 | 市川大野駅・高塚入口・昭和学院 | 本八幡駅   |
| 本33 | 市川市霊園                     | 市川営業所 |

## ロケーション撮影
- 北総鉄道はCMやテレビ番組のロケーション撮影に積極的に施設を貸しており、2006年に放映された上戸彩出演のAOKIのCMでは当駅のホームが使用された。
- 成田スカイアクセス線開業による新型スカイライナー運行開始当時のCM中で大町駅と松飛台駅間の上り（日暮里行き）の線路付近が使用されている。

## 隣の駅
北総鉄道
 北総線
■特急
通過
■普通
松飛台駅 (HS06) - 大町駅 (HS07) - 新鎌ヶ谷駅 (HS08)
※成田スカイアクセス線との共用区間ではあるが、当駅には京成電鉄が運行する列車は停車しない。